# African Warriors Football Club
Les African Warriors sont un club d'Afrique du Sud de football basé à Phuthaditjhaba, État-Libre qui participe au Championnat d'Afrique du Sud de football D2.

## Entraîneurs
- Vladislav Heric (7 décembre 2010 - 25 octobre 2011)
- David Vilakazi (mars 2014 décembre 2014)
- Morena Ramoreboli (janvier 2015-)

## Sponsor & équipementier
- Sponsor de maillot : aucun
- Équipementier : Puma

## Source de la traduction
- (en) Cet article est partiellement ou en totalité issu de l’article de Wikipédia en anglais intitulé « African Warriors F.C. » (voir la liste des auteurs).